# Неуправляемый (фильм, 2014)
«Неуправляемый» (англ. Rudderless = «без руля») — американская музыкальная драма, снятая под руководством Уильяма Мэйси, его режиссёрский дебют. Американская премьера фильма состоялась 24 января 2014 год на кинофестивале «Сандэнс». Исполнитель одной из основных ролей Антон Ельчин получил приз лучшему актёру на Чикагском кинофестивале.
Слоган: «The way back begins with a single chord» (Путь назад начинается с единственного аккорда; аллюзия к «Даже путь в тысячу ли начинается с первого шага»)

## Сюжет
Фильм в полной мере является ярким примером проблемы отцов и детей. Главный герой фильма — отец, который так сильно поглощён своей успешной карьерой и решением проблем со своей женой, что совсем отдаляется от своего сына-подростка. Внезапно его мир меняется. Его сын убивает 6 человек в библиотеке и себя. Отец, не в силах справиться с трагедией, впадает в глубокую депрессию. Бросает всё и уезжает жить отшельником в маленький городок, где поселяется на своей лодке, имя которой — «Rudderless». Каждый день для него похож на предыдущий: он топит своё горе в алкоголе.
Спустя некоторое время жена передаёт оставшиеся вещи сына. Отец, разбирая эти вещи, начинает понимать, каким на самом деле был его сын. В вещах находятся стихи и диски с записями песен. Отец решает исполнить одну из его песен в местном баре, где её услышал начинающий музыкант. Он предлагает исполнить песню вместе, а затем собирает группу, которая быстро становится популярной в маленьком городке. Но ни участники группы, ни фанаты не догадываются, что автором песен является тот самый парень, который застрелил 6 человек. Все становится известно, когда о группе узнает девушка погибшего сына.
Фильм показывает не только проблемы отцов и детей, но и раскрывает внутриличностные конфликты.

## В ролях
| Актёр            | Роль          |
| ---------------- | ------------- |
| Билли Крудап     | Сэм           |
| Антон Ельчин     | Квентин       |
| Фелисити Хаффман | Эмили         |
| Джейми Чон       | Лиза Мартин   |
| Селена Гомес     | Кейт          |
| Лоренс Фишберн   | Дел           |
| Бен Квеллер      | Уилли         |
| Майлс Хейзер     | Джош          |
| Уильям Мэйси     | владелец бара |
| Кейт Микуччи     | Пичиз         |
| Сюзанн Кралл     | Берти         |

## Критика
Фильм получил смешанные отзывы кинокритиков. На сайте Rotten Tomatoes фильм имеет рейтинг 63 %, на основе 46 рецензий критиков, со средним баллом 6,3 из 10. На сайте Metacritic фильм имеет оценку 52 из 100 на основе 19 рецензий критиков, что соответствует статусу «смешанные или средние отзывы».